# بوهدان رینکو
بوهدان رینکو (انگلیسی: Bohdan Hrynenko; ۲۹ may ۱۹۹۵ (۲۹ سال) – ) ورزشکار اهل اوکراین بود.